# Byrnestown
Byrnestown est une localité rurale dans la région de Burnett Nord, au sud-est du Queensland en Australie.

## Historique
La ville a été établie comme l'une des premières communes du Queensland.